# Jos van Aerts
Jos van Aerts (Venlo, 29 mei 1963) is een voormalig Nederlands voetballer. Hij speelde in de eerste en eredivisie voor respectievelijk VVV en Eindhoven. Na zijn profloopbaan kwam hij nog uit voor SV Panningen. 
Het waren vijf succesvolle jaren in de Hoofdklasse waarin Panningen tweemaal als derde (1992/93 en 1993/94) en drie keer als vierde eindigde. 
Jos van Aerts bouwde zijn loopbaan daarna af bij derdeklasser Tiglieja. In het seizoen 2001/02 keerde hij nog een jaartje terug, bij GFC '33 in zijn woonplaats Grubbenvorst. 

## Profstatistieken
| Seizoen         | Club            | Competitie      | Competitie | Competitie | Beker | Beker | Nacompetitie | Nacompetitie | Totaal | Totaal |
| Seizoen         | Club            | Competitie      | Wed.       | Dlp.       | Wed.  | Dlp.  | Wed.         | Dlp.         | Wed.   | Dlp.   |
| --------------- | --------------- | --------------- | ---------- | ---------- | ----- | ----- | ------------ | ------------ | ------ | ------ |
| 1984/85         | FC VVV          | Eerste divisie  | 20         | 6          | 2     | 2     | —            | —            | 22     | 8      |
| 1985/86         | VVV             | Eredivisie      | 3          | 0          | 0     | 0     | —            | —            | 3      | 0      |
| 1986/87         | Eindhoven       | Eerste divisie  | 35         | 12         | 1     | 0     | —            | —            | 36     | 12     |
| 1987/88         | Eindhoven       | Eerste divisie  | 32         | 5          | 2     | 0     | —            | —            | 34     | 5      |
| 1988/89         | Eindhoven       | Eerste divisie  | 30         | 6          | 2     | 1     | —            | —            | 32     | 7      |
| 1989/90         | Eindhoven       | Eerste divisie  | 22         | 3          | 2     | 0     | —            | —            | 24     | 3      |
| 1989/90         | VVV             | Eerste divisie  | 10         | 0          | 0     | 0     | —            | —            | 10     | 0      |
| 1990/91         | VVV             | Eerste divisie  | 32         | 3          | 2     | 0     | 3            | 0            | 37     | 3      |
| 1991/92         | FC Eindhoven    | Eerste divisie  | 15         | 1          | 0     | 0     | 0            | 0            | 15     | 1      |
| Carrière totaal | Carrière totaal | Carrière totaal | 199        | 36         | 11    | 3     | 3            | 0            | 213    | 39     |